# Andréas Lóndos
 (février 2017).
Si vous disposez d'ouvrages ou d'articles de référence ou si vous connaissez des sites web de qualité traitant du thème abordé ici, merci de compléter l'article en donnant les références utiles à sa vérifiabilité et en les liant à la section « Notes et références ».
Andréas Lóndos (grec moderne : Ανδρέας Λόντος), né en 1786 et mort en 1845 ou 1846, fut une figure de la guerre d'indépendance grecque et un homme politique.
Il était le fils d'un notable de Vostitsa, Sotirakis Londos (el), de la « branche Aigion » de la famille Lóndos, devenu en 1807 l'un des plus importants primats (en) du Péloponnèse grâce à la protection du pacha de Morée Veli, fils d'Ali Pacha de Janina.
Il fit la connaissance de Lord Byron vers 1809, lors du voyage de ce dernier dans la région.
En 1812, Veli Pacha fut transféré au pachalik de Larissa. Sotirakis Lóndos fut alors rapidement exécuté par son successeur Intzelis Pacha, à l'instigation d'un rival des Londos, Ioannis Deliyannis (el), primat de la région de Karýtena.
Andréas dut alors s'enfuir à Constantinople ; ayant obtenu la protection du nouveau pacha de Morée Siakir Ahmet, il put rentrer à Vostitsa en 1816, Ioannis Deliyannis étant lui-même décapité en février.
Il adhéra à la Filikí Etería et participa aux premiers combats de la guerre d'indépendance en 1821 dans la région de Patras comme le siège de cette ville. Il fut élu à l'Assemblée nationale d'Astros en 1823.
Lors des guerres civiles grecques de 1824 (en), il fut d'abord, avec l'autre primat Andréas Zaïmis, un des chefs du camp « gouvernemental », obtenant la reddition du clan Kolokotronis en juin. Après un retournement des alliances, il fut cette fois dans le camp des rebelles péloponnésiens lors de la seconde guerre civile, aux côtés de Kolokotronis et des autres primats. Il fut battu en décembre 1824 par les troupes rouméliotes fidèles au gouvernement et dut s'enfuir à Kalamos (alors sous administration britannique), ses biens étant pillés par les vainqueurs.
Il revint en 1825 dans le Péloponnèse à la faveur de l'amnistie envers les vaincus de la seconde guerre civile, à la suite de l'invasion d'Ibrahim Pacha en février.
Membre du Parti anglais, il fut un opposant à Ioannis Kapodistrias.
Il obtint un grade dans l'armée grecque sous le roi Othon.
À partir de 1840, il eut de nombreux problèmes financiers.
Il fut l'un des instigateurs du coup d'État du 3 septembre 1843. Il participa au gouvernement de Mavrocordatos entre avril et août 1844, mais perdit son poste à la suite de l'ascension de Ioannis Kolettis.
Il se suicida à Athènes en 1845 ou 1846, notamment à la suite de ses difficultés financières. Ses restes furent transférés à Vostitsa, mais il ne fut pas enterré religieusement, à cause de l'interdiction du gouvernement. Ses obsèques eurent finalement lieu en 1847 après la mort de Kolettis.